# Fourme d’Ambert

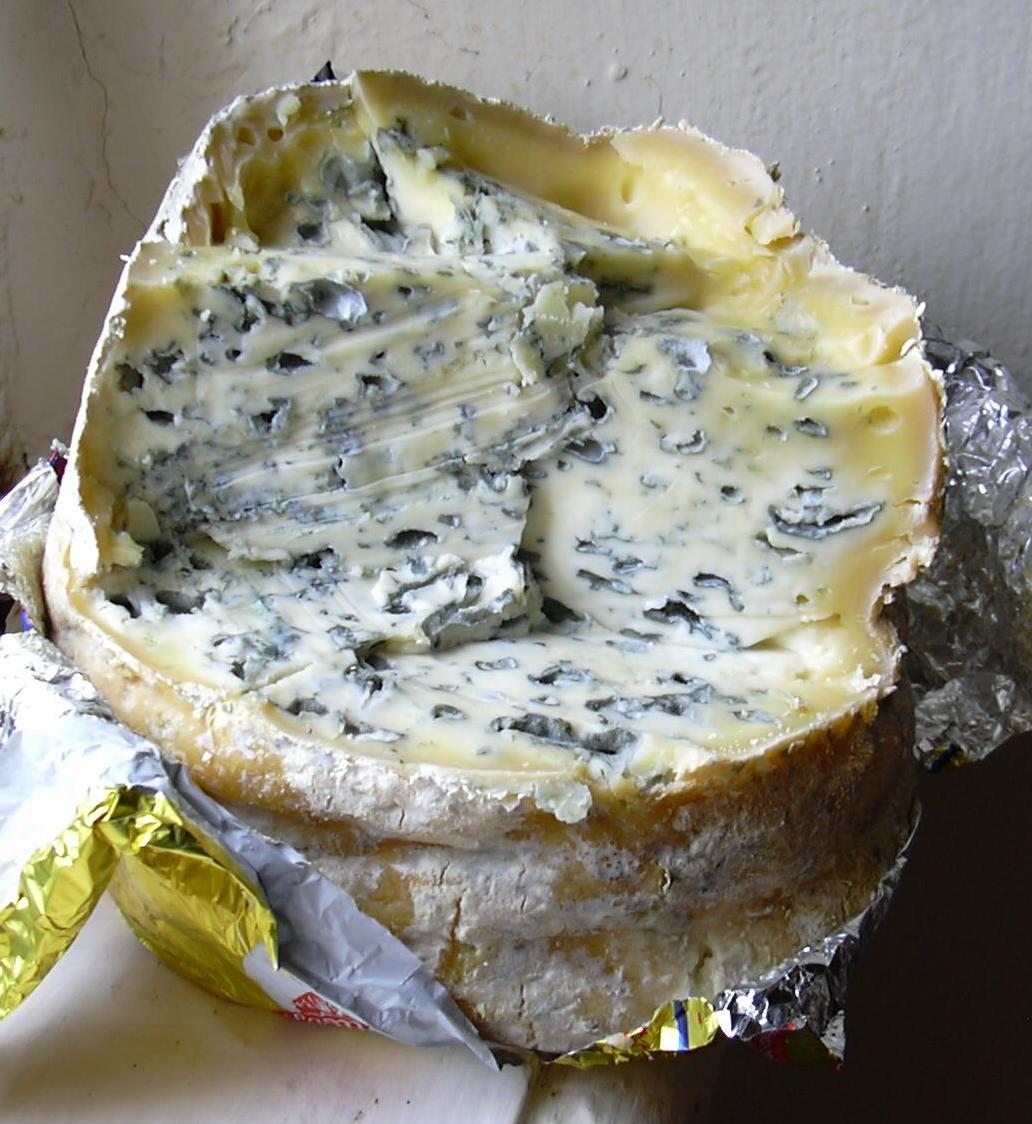
Fourme d’Ambert

Fourme d’Ambert ist eine alte französische Edelschimmelkäsesorte aus der Auvergne, die aus der Milch des Salers-Rinds hergestellt wird. Das Produkt ist durch die Appellation d’Origine Contrôlée geschützt.

## Herkunft

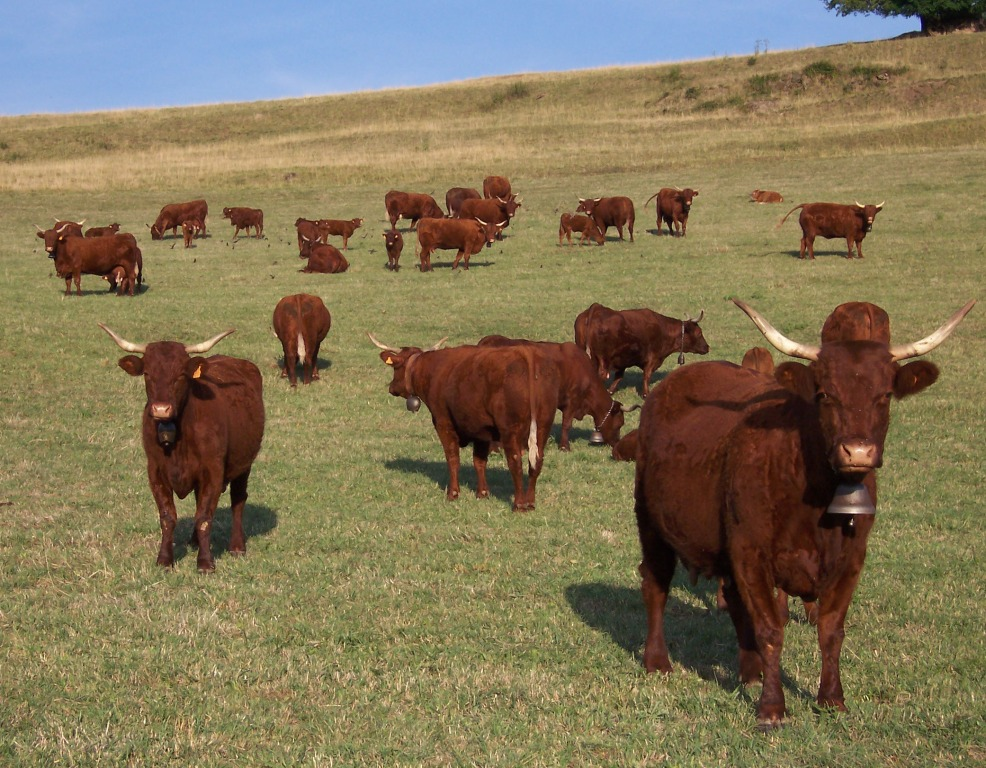
Salersherde

Der Käse stammt aus der Auvergne mit ihren erloschenen Vulkanen und Hochplateaus. In dieser bergigen Region geben die Aubrac- oder Salers-Kühe relativ wenig, aber dafür fetthaltige Milch. Fourme d’Ambert wurde bereits im 9. Jahrhundert hergestellt. Der Name rührt von dem lateinischen forma her, was zu deutsch Form bedeutet.

## AOC-Käse
Er besteht heute überwiegend aus pasteurisierter Kuhmilch und fällt seit 1972 unter die Appellation d’Origine Contrôlée. Damit wird seine Qualität garantiert und die Produktionsmethode festgelegt. Der Fettgehalt beträgt mindestens 50 % i. Tr.

## Herstellung

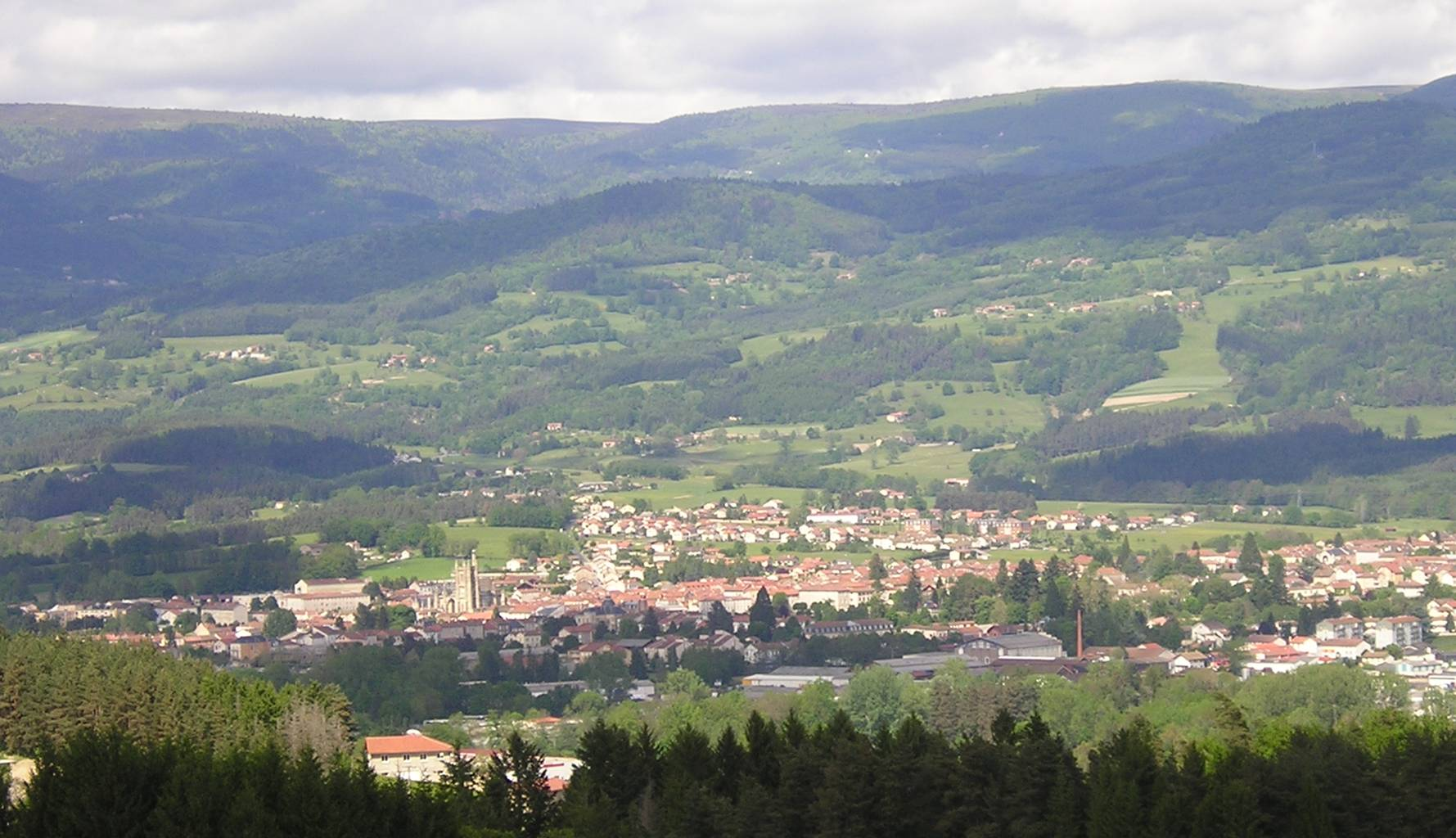
Blick auf Ambert

Hergestellt wird der Käse im Umkreis um die französische Stadt Ambert. Der Bruch wird in Formen gefüllt, in denen man ihn abtropfen lässt. Die Zylinderform hat einen Durchmesser von rund 12 cm. Dabei wird der Käse ähnlich wie der Roquefort zunächst mit einer Blauschimmelkultur (Penicillium roqueforti) geimpft. Mit Hilfe langer Nadeln werden in den Käseteig Luftkanäle eingeführt, die sicherstellen, dass sich diese Blauschimmelkultur ausbreiten kann. Er reift üblicherweise zwei bis fünf Monate und hat einen ausgeprägt nussig-fruchtigen, kurz gereift auch einen cremig milden Geschmack.

## Der passende Wein
Fourme d’Ambert gilt als einer der mildesten Blauschimmelkäse. Seine Rinde ist trocken, der Teig cremig fest. Das passende Getränk zum Fourme d’Ambert ist ein edelsüßer Weißwein (z. B. Sauternes), Portwein oder eine Auslese vom Grauburgunder.